# Villa Fanny Fischer
Die Villa Fanny Fischer liegt im Körnerweg 3 im Stadtteil Niederlößnitz der sächsischen Stadt Radebeul. Sie wurde 1913 nach Entwürfen des Architekten Oskar Menzel durch den Serkowitzer Baumeister Johannes Eisold errichtet.

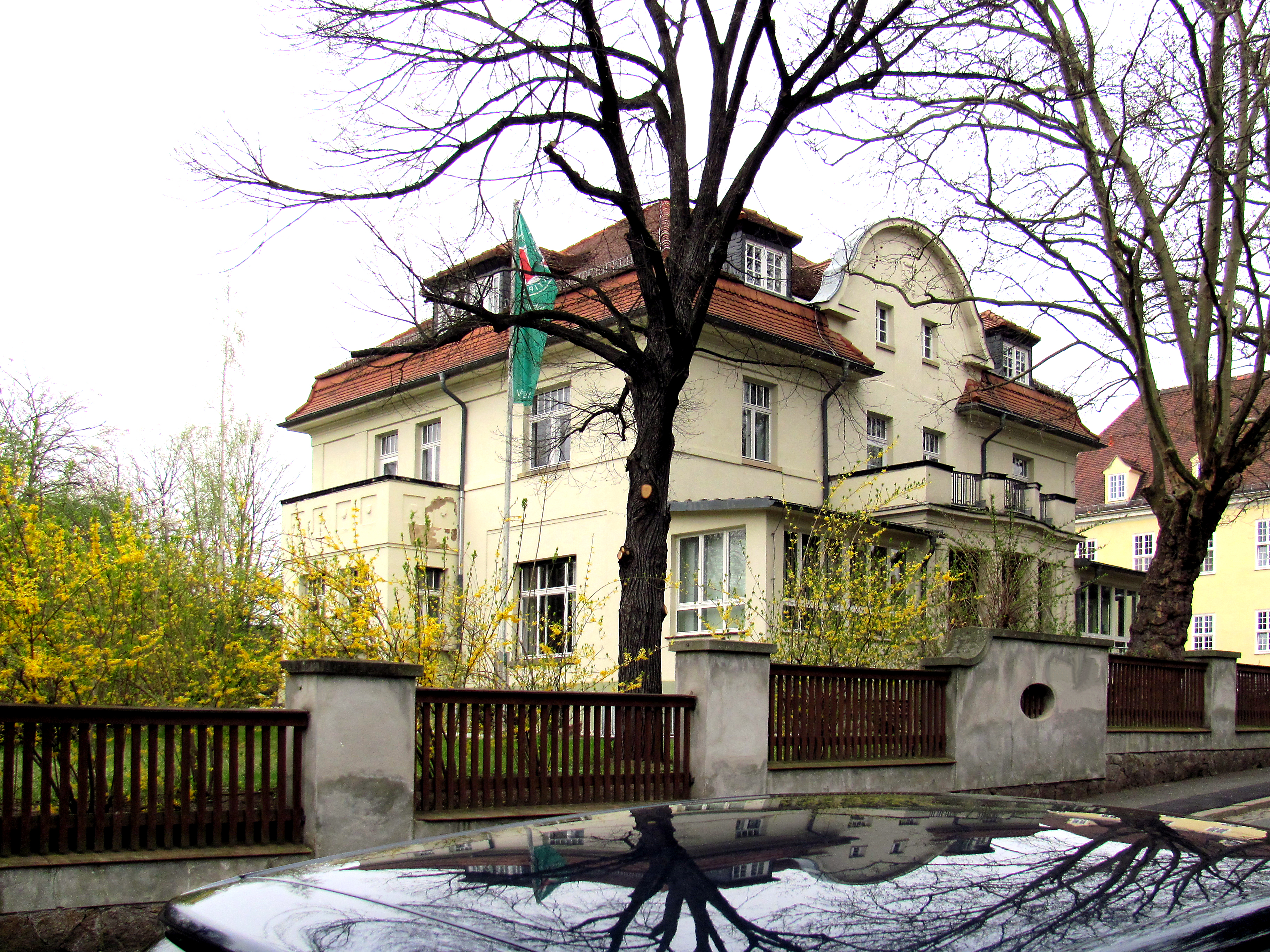
Villa Fanny Fischer

## Beschreibung
Die zusammen mit Einfriedung und Pforte unter Denkmalschutz stehende Mietvilla, auch als Villa angesprochen und als Landhaus beantragt, ist ein größeres, zweigeschossiges Gebäude mit einem ziegelgedeckten Walmdach, das kurz oberhalb der Dachtraufe gebrochen ist. Das Gebäude steht in seitlicher Hanglage.
Die nach Osten zur Straße hin zeigende Hauptansicht ist symmetrisch angelegt. Mittig sitzt ein an der Vorderseite geschwungener Altan, der beidseits durch später angebaute Veranden ergänzt wird. Im Dach oberhalb des Altans findet sich ein leicht geschweifter halbkreisförmiger Giebel, beidseits von einer Dachgaube begleitet.
Die beiden Seitenansichten sind asymmetrisch ausgebildet. In der rechten Seitenansicht steht hinten ein Seitenrisalit. In der Rücklage davor findet sich eine eingeschossige Veranda mit einem Pultdach. In der linken Seitenansicht steht zur Rückseite hin ein Verandavorbau mit einem Austritt obenauf. Mittig im Dach dient eine weitere Gaube zur Belichtung. Alle Gauben wurden nach der Bauzeit vergrößert.
Die verputzten und sparsam gegliederten Fassaden werden im Obergeschoss durch ein Sohlbankgesims sowie unter der Traufe durch ein Hauptgesims betont. Die Fenster im Obergeschoss wurden ehemals von Klappläden begleitet.
Die Einfriedung besteht aus breiten Putzpfeilern mit Plattenabdeckungen, zwischen denen sich Lattenzaunelemente mit Deckbrettern befinden.

## Geschichte
Die Witwe Fanny Fischer ließ sich von dem Architekten Oskar Menzel ein größeres Landhaus entwerfen, dessen Bau sie im September 1911 beantragte. Die Baugenehmigung erging im Oktober jenes Jahres. Die Ausführung und Bauleitung lagen bei dem Serkowitzer Baumeister Johannes Eisold. Die Ingebrauchnahmegenehmigung ist auf den 7. Mai 1913 datiert.
Die Baulichkeiten wurden 1937 durch die Errichtung einer „Kraftwagenhalle“ erweitert. Spätestens 1939 gehörte die Villa dem Staatsminister a. D. Julius Dehne, der dort auch wohnte.
Heute ist das Gebäude der Sitz der Volkssolidarität Elbtalkreis-Meißen e.V.